# Purgatorio - Canto sedicesimo

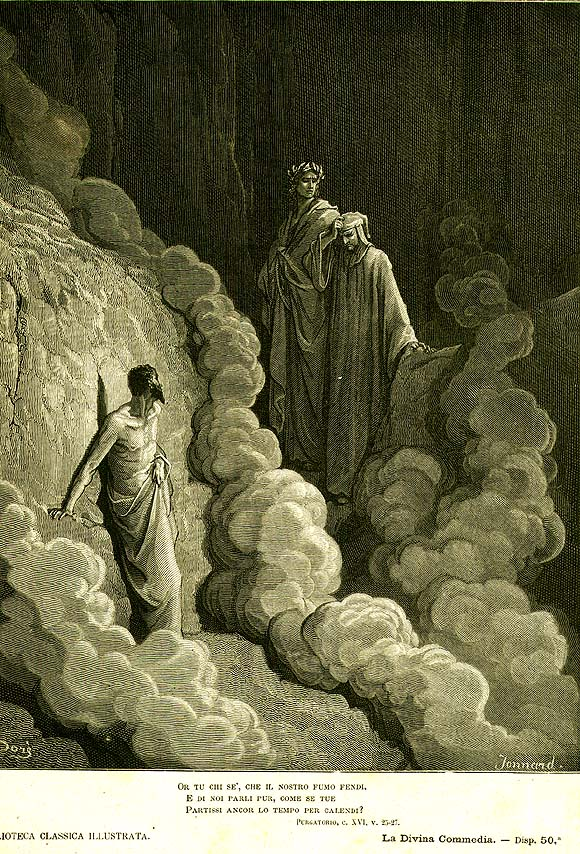
Marco Lombardo, illustrazione di Gustave Doré

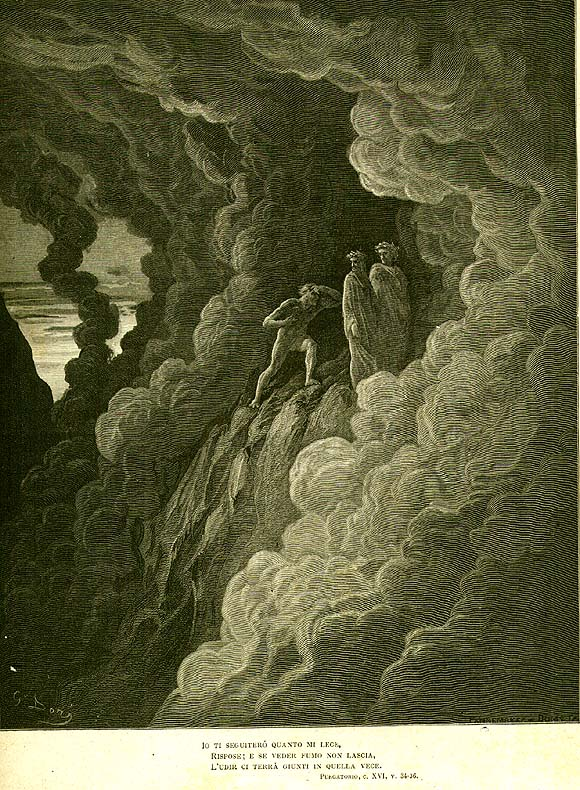
Marco Lombardo segue i poeti, illustrazione di Gustave Doré

Il canto sedicesimo del Purgatorio di Dante Alighieri si svolge sulla terza cornice, ove espiano le anime degli iracondi; la vicenda si svolge alla sera dell'11 aprile 1300 (Lunedì dell'Angelo), o secondo altri commentatori del 28 marzo 1300.

## Incipit
(Anonimo commentatore dantesco del XIV secolo)

## Sintesi
Posizione: Terza cornice.

Tempo: Sera dell'11 aprile 1300 (28 marzo 1300 secondo altri commentatori).

Spiriti: Iracondi.

Pena: Sono avvolti da un fumo denso e scuro. Appaiono loro degli esempi di iracondia punita e mitezza premiata.

Pena per similitudine: Come in vita la loro mente si lasciò offuscare dall'ira, ora la loro vista è accecata dal fumo.

Incontri: Marco Lombardo.

## Temi e contenuti

### Il girone degli iracondi (versi 1-24)
Il canto comincia con una similitudine. Il fumo che si trova a dover affrontare Dante all'entrata della terza cornice viene paragonato e reso ancora peggio al buio dell'inferno e di una notte senza stelle oscurata dalle nuvole. Esso è talmente pungente che Dante non riesce a tenere gli occhi aperti e lo paragona ad un panno ruvido.
Virgilio si avvicina dunque a Dante e gli offre la sua spalla, raccomandandogli di non perdersi.
Man mano che avanza, Dante sente delle voci. Capisce che esse stanno pregando l'Agnello di Dio (Agnus Dei) per ottenere pace e misericordia. Il canto è intonato e tutte le voci cantano in completa armonia, diversamente da ciò che accade in terra. La preghiera è presa dal vangelo di Giovanni: Agnus dei, qui tollis peccata mundi, miserere nobis, dona nobis pacem. Dante, a quel punto, non essendo in grado di vedere nulla, domanda a Virgilio se quelle che ode siano voci. La sua guida gli risponde affermativamente che stanno scontando i penitenti per peccato di iracondia.
Agnello: figura di mitezza, in contrasto con l'iracondia, rappresentante il sacrificio di Gesù. 
Ira: secondo i padri della Chiesa è diversa dalla passione, che si può domare con la ragione.

### Marco Lombardo (versi 25-51)
Una voce anonima domanda a Dante chi egli sia, avendo il presentimento che si tratti di un vivente ("che conti ancora il tempo in mesi"). Virgilio suggerisce a Dante di domandare allo spirito dove si trovi l'accesso più prossimo alla cornice successiva. Dante si rivolge a Lombardo iniziando il discorso con una captatio benevolentiae: egli si sta purificando e quindi avvicinando a Dio. Poi gli dice che avrebbe udito cose incredibili se l'avesse aiutato. Lo spirito risponde che, nonostante il fumo denso impedisca la vista, lo aiuterà, mantenendo il contatto con lui attraverso la voce.
Dante racconta che, per volere di Dio, sta viaggiando attraverso il Purgatorio per poi arrivare a contemplare il Paradiso e infine gli domanda chi egli sia e come raggiungere la cornice successiva. 
Si tratta di Marco Lombardo. Considerandolo una sorta di alter ego, Dante gli affida la discussione riguardante il libero arbitrio, l'origine della corruzione nel mondo e il rapporto tra potere temporale e spirituale (due soli). Marco Lombardo, che si presenta come conoscitore di quella virtù che oramai non è più presente sulla terra, gli chiede in cambio di pregare per la propria ascesa in Paradiso.

### Il libero arbitrio (versi 52-81)
Per tutta risposta Dante chiede a Lombardo di confermare un suo dubbio che, se prima era piccolo, ora all'udire le sue parole è raddoppiato: il mondo ora è privo di ogni virtù, come dichiara Lombardo, e pieno di malvagità. Dante lo prega di rivelargliene il motivo, in modo tale da poterlo raccontare alla fine del suo viaggio. Infatti c'è troppa confusione al riguardo sulla terra: alcuni ritengono che provenga dall'influsso che hanno gli astri sull'uomo, altri dal libero arbitrio.
Prima di rispondere, Lombardo sospira (moto di commiserazione per la situazione umana) e poi geme per aver respirato un fumo così pungente. Incomincia il discorso chiamandolo fratello e dicendo che dalla sua affermazione era apparso chiaro che provenisse dalla terra; però la ragione umana, essendo offuscata, attribuisce la causa di tutto solamente al cielo. Secondo tale convinzione, le influenze astrologiche determinano ogni comportamento. Se così fosse, non ci sarebbe la giustizia divina che premia con la beatitudine chi ha agito bene e con la dannazione chi ha agito male (ragionamento per assurdo, con una premessa che fa giungere ad una conclusione inconcepibile secondo Boezio).
Poi Marco Lombardo spiega che in realtà gli astri non possono influenzare del tutto l'animo umano, non la parte razionale in particolare (di natura spirituale poiché creata da Dio) e quindi non possono condizionare le decisioni di un individuo (Tommaso d'Aquino). La ragione ci è stata data da Dio per distinguere il bene (lumen-Paradiso) dal male (buio-Inferno) e, se viene correttamente condotta, resiste all'influenza degli astri (approfondimento con Stazio, canto XXV).

### Causa della corruzione umana (versi 82-132)
Perciò, se il mondo non segue la retta via la colpa è solo negli uomini. L'anima è stata creata da Dio, che l'ha contemplata prima ancora della sua esistenza, e si comporta come una fanciulla, alternando momenti felici e momenti tristi senza motivo. Essa, ignara di tutto tranne di essere stata creata da Dio, si rivolge a tutto quello che le reca più felicità (filosofia scolastica e San Tommaso d'Aquino). All'inizio assapora i piaceri, poi, credendo di non poterne fare a meno, cerca in tutti i modi di raggiungerli se ciò non viene impedito da qualcuno che la rimandi sulla retta via, la via dell'amore. Per questo motivo, per frenare l'impulsività dell'animo e per guidarla verso il bene, sono state inventate le leggi (Imperatore) ed è necessario un supervisore che vegli sulla Chiesa (Papa). Quest'ultimo però "rugumar può, ma non ha l'unghie fesse", ovvero possiede la capacità di interpretazione delle scritture ma non possiede la "discretionem boni et mali", ovvero non riesce a distinguere il bene dal male. Da qui il popolo, che vede la sua guida nutrirsi di beni terreni, è tentato a seguire il suo pastore, autore della "mala condotta".
Dei tanti uomini buoni che vi erano un tempo ne sono rimasti pochissimi, tutti vecchi, che rimproverano continuamente la condotta di vita dei giovani. Essi sperano di passare presto a miglior vita e sono: Corrado da Palazzo (ambasciatore di parte guelfa di Carlo d'Angiò, noto per la sua virtù), Gherardo (si tratta di Gherardo III da Camino, signore di Treviso che, nonostante fosse amico della famiglia dei Donati, viene lodato per la sua virtù da Dante – sarà anche ricordato nel Convivio) e Guido da Castello (guelfo, ancora vivo al momento della stesura dell'opera; ricordato anche nel Convivio), il quale è meglio conosciuto con il soprannome di "semplice Lombardo (leale)".
Lombardo conclude il suo discorso affermando che la Chiesa, se vuole sia il potere spirituale sia quello temporale, che devono restare distinti, è destinata a cadere nel fango e a sporcare se stessa e il suo potere.
Dante capisce che proprio per tale motivo i Leviti, una delle dodici tribù di Israele, sacerdoti, non potevano ereditare alcun bene materiale.

### Chiarimento di Gherardo da Camino (versi 133-145)
Dante domanda chi sia Gherardo, che Lombardo aveva citato poco prima. Avendo riconosciuto dalla pronuncia il luogo di provenienza di Dante, Lombardo trova strano che non conosca Gherardo, noto in Toscana per i suoi rapporti con Corso Donati, in seguito capo dei Neri fiorentini. 
Non sa come spiegare chi sia se non dicendo che è il padre di Gaia. Poi gli dice Dominus vobiscum, "Dio sia con voi" poiché egli non può più accompagnarli, essendo arrivati al limite della cornice, oltre la quale non gli è concesso andare.
Essi vedono in lontananza la luce oltre le tenebre e poi un angelo (davanti agli angeli che custodiscono le cornici gli spiriti non possono comparire se non dopo la purificazione). Poi Lombardo scompare, come aveva fatto improvvisamente Ciacco nell'inferno.

## Analisi del canto
Il canto sedicesimo del Purgatorio si trova  alla metà esatta dell'intera Divina Commedia (Inferno, Purgatorio e Paradiso); infatti, di cento totali, è il cinquantesimo canto.
I primi versi del XVI canto riconducono brutalmente all'atmosfera cupa e buia dell'Inferno, che, tra l'altro, è nominato direttamente al verso iniziale ("Buio d'inferno e di notte privata/ d'ogne pianeto, sotto pover cielo"): Dante e Virgilio si trovano infatti nella terza cornice del Purgatorio, dove scontano la loro pena gli iracondi. La loro punizione consiste nel vagare avvolti da un fumo denso, acre e irritante, che annebbia loro la vista. In loro si osserva la punizione per similitudine, poiché in vita furono "accecati" dall'ira.
Dante stesso è partecipe di questa pena, essendo a sua volta ostacolato dal fumo; l'ira è infatti uno dei tre peccati (assieme alla lussuria e alla superbia) dei quali Dante ritiene di essersi macchiato e che il pellegrino, dopo la profezia della sua venuta in Purgatorio alla sua morte da parte di Caronte (Inf, c. III), condivide assieme ai purganti.
In mezzo alla nuvola di fumo, Virgilio offre la sua spalla a Dante, invitandolo a non separarsi da lui mentre lo guida. Allegoricamente, ciò rappresenta che la Ragione può contrastare e addirittura vincere il sentimento dell'iracondia.
Non potendo distinguere alcunché con la vista, Dante si affida al suo udito, e infatti per mezzo di esso il poeta ode delle voci che, con uguale tonalità, cantano assieme preghiere rivolte alla misericordia e alla pace dell'Agnello di Dio (i loro canti, infatti, iniziano tutti con le parole Agnus Dei). Dopo aver chiesto conferma a Virgilio che le voci udite appartengano a spiriti purganti, Dante ode la presentazione della prima anima di questa cornice: essa (di cui ancora non ci viene presentato il nome) riconosce subito Dante come persona appartenente al mondo mortale, poiché il poeta fende il fumo della cornice con il proprio corpo fisico e parla come se dividesse ancora il tempo in mesi, ossia come fanno gli uomini sulla terra: le anime dell'aldilà sono infatti tutte soggette alla dimensione temporale divina, completamente diversa da quella terrena.
L'anima chiede dunque a Dante chi sia, ed egli, esortato a rispondere da parte di Virgilio, espone una breve captatio benevolentiae (vv. 31-33), invitando l'anima a seguirlo: dopo la risposta affermativa di quest'ultima, Dante racconterà del suo viaggio nell'aldilà infernale e domanderà all'anima quale sia la sua identità. Essa rivela di essere Marco Lombardo, uomo di corte del XIII secolo, conoscitore delle regole del mondo e cultore delle virtù morali. Egli, dopo aver indicato ai poeti la strada corretta per raggiungere la cornice successiva, chiede a Dante, come consuetudine tra le anime purganti, di intercedere per lui con delle preghiere, una volta che sarà giunto in Paradiso.
Dante assicura di farlo, e dichiara di avere un duplice dubbio: è l'influsso degli astri o una natura insita nell'animo a controllare le azioni degli uomini, che in quest'epoca (il 1300) sembrano colme di disonestà? Ecco quindi presentato il tema portante del canto, ossia il libero arbitrio, e da qui comincia il discorso teologico di Marco Lombardo.

### Il tema teologico
Marco risponde avvalendosi della definizione tomistica, appresa da Dante dalla Summa Theologiae di Tommaso d'Aquino. La teoria afferma, per utilizzare le parole del santo, che "astra inclinant non necessitant", ossia che gli astri danno effettivamente una prima influenza alle azioni umane, ma la volontà personale può vincerla: infatti, Dio ha conferito all'umanità la facoltà del libero arbitrio. Dunque, con il famoso ossimoro liberi soggiacete (v. 80) Marco Lombardo spiega che l'uomo, pur essendo soggetto a una forza invasiva superiore a quella astrale, ossia quella divina, ha comunque la possibilità di decidere il meglio per se stesso. Di conseguenza, la causa della corruzione del mondo è da cercare nell'animo umano, e non nel cielo.
L'anima prosegue descrivendo la condizione dell'anima umana che, appena uscita dalle mani del suo creatore, che la pensa amorevolmente prima di darle un'identità, è ignara di tutto e tende naturalmente, come una bambina, verso ciò che le procura gioia: tuttavia, è possibile che ciò sia costituito anche da beni di poco conto, come i piaceri materiali, e quindi è necessaria un'autorità, quella regia, che torca la volontà dell'anima verso mete più nobili, per mezzo di un fren costituito dalle leggi.
Da questo punto in poi, il discorso di Marco Lombardo passa da teologico a politico: l'autorità in questione è corrotta, essendo commissionata a quella papale; poiché quest'unione è forzata (infatti il papa detiene a forza il potere temporale), essa è inevitabilmente destinata a produrre conseguenze infauste.
Ecco dunque la formulazione della famosa dottrina dei due Soli: il potere imperiale e quello papale sono come due Soli, ossia sono entrambi voluti da Dio, ma separati e indipendenti l'uno dall'altro. Vengono riprese qui da Dante le dottrine esposte nel terzo libro del De Monarchia, volte a risolvere l'annosa disputa sulla preminenza dell'uno o dell'altro potere manifestatasi sin dalla cosiddetta lotta per le investiture.
Segue poi una lode a tre vecchi nella persona dei quali il nobile passato rimprovera aspramente l'incivile presente dantesco: essi sono Corrado da Palazzo, Guido da Castello e 'l buon Gherardo, il quale non è riconosciuto da Dante, che chiede a Marco Lombardo di chiarire la sua identità. L'anima, stupita dalla disinformazione del toscano Dante, risponde di non conoscerlo con altri soprannomi, a meno che non li mutui dalla figlia del personaggio, Gaia. Infine, Marco Lombardo, in vista dell'angelo, si congeda bruscamente dai poeti, e torna alla sua pena d'espiazione.